# 2024 PT5
2024 PT5 — навколоземний об'єкт приблизно 11 м діаметром, виявлений південноафриканською системою ATLAS (Сазерленд) 7 серпня 2024 року, за день до наближення до Землі на відстань 568 500 км. Об'єкт обертається навколо Сонця, але повільно наближається до системи Земля — Місяць. У період від 29 вересня 2024 року до 25 листопада 2024 року (період 1 місяць і 27 діб) пройде недалеко від сфери Гілла Землі (приблизно 0,01 а. о.) з низькою відносною швидкістю (у діапазоні 0,002—0,439 км/с) і буде тимчасово захоплений земною гравітацією з ексцентриситетом геоцентричної орбіти менше 1 і від'ємною геоцентричною орбітальною енергією. Останнє найближче наближення до Землі відбулося 8 серпня 2024 року на відстані приблизно 576 000 км, коли він мав відносну швидкість 1,37 км/с. 18 серпня 2024 року CNEOS видалив 2024 PT5 зі своєї таблиці ризиків Sentry, визначивши, що він не становить ризику потенційного зіткнення із Землею.
| Епоха      | Відстань до Землі          | Геоцентричний ексцентиситет | Апогей                   | Орбітальний період       |
| ---------- | -------------------------- | --------------------------- | ------------------------ | ------------------------ |
| 29.09.2024 | 0,0230 а. о. (3,44 млн км) | 1,016                       | {\displaystyle \infty }  | {\displaystyle \infty }  |
| 30.09.2024 | 0,0232 а. о. (3,47 млн км) | 0,997                       | 2,9 а. о. (430 млн км)   | 99,84 року (36 468 доб)  |
| 24.10.2024 | 0,0268 а. о. (4,01 млн км) | 0,614                       | 0,028 а. о. (4,2 млн км) | 1,35 року (493 доб)      |
| 25.11.2024 | 0,0238 а. о. (3,56 млн км) | 0,983                       | 0,72 а. о. (108 млн км)  | 127,24 року (46 473 доб) |
| 26.12.2024 | 0,0236 а. о. (3,53 млн км) | 1,009                       | {\displaystyle \infty }  | {\displaystyle \infty }  |